# Haplohippus
Haplohippus es un género extinto de caballo moderno, de la familia Equidae, que vivió en el  Eoceno, hace entre 42 y  38 millones de años. Se han encontrado restos fósiles en el  John Day Fossil Beds National Monument, en el Noroeste de Estados Unidos. Mientras que  Haplohippus es bastante similar a  Orohippus, se considera más primitivo que Epihippus.